# パストフォリア
パストフォリアまたはパストフォリウム（英語: pastophories, ラテン語 pastophoria
[複], pastophorium[単]）は、初期キリスト教、およびビザンティン時代の教会堂において、内陣もしくは至聖所の両脇に設けられた、聖物保管室や儀式のための品を保管するために設けられる2対の小室を指す。ディアコニコンとプロテシスから成る。
初期には内陣の両脇に設けられたが、至聖所の両側が同様の用途に当てられている場合もある。
ただし、ビザンティン時代の教会堂にも現れた形式ではあるが、7世紀に現れた至聖所両脇のパストフォリアについて、「初期キリスト教への懐古」とされることもあり、既に中世には教会堂に必須の構造では無くなっていた。
現代の正教会においては、「パストフォリア」という用語自体が使われない、あるいは場所そのものを区別しないことが多い。
- 現代の正教会の聖堂の内部説明であるが、特にパストフォリアは書き込まれていない例。
- 現代の正教会の聖堂の内部説明であるが、特にパストフォリアは書き込まれていない二つ目の例。